# Лінкольн Корреа дос Сантос
Лінкольн Корреа дос Сантос (порт. Lincoln Corrêa dos Santos, нар. 16 грудня 2000, Серра) — бразильський футболіст, нападник клубу «Фламенго».

## Клубна кар'єра
Народився 16 грудня 2000 року в місті Серра, штат Еспіриту-Санту. Вихованець футбольної школи клубу «Фламенго». 19 листопада 2017 року в матчі проти «Корінтіанса» він дебютував у бразильській Серії A у віці 16 років, замінивши у другому таймі Феліпе Візеу.
Лінкольн вніс свій внесок у досягнення «Фламенго» в 2017—2019 роках — він дійшов до фіналів Кубка Бразилії і Південноамериканського кубка в 2017 році, допоміг зайняти друге місце в чемпіонаті Бразилії в 2018 році. Разом з командою 23 листопада 2019 року став володарем Кубка Лібертадорес. Також допоміг своїй команді виграти в 2019 році чемпіонат штату і чемпіонат Бразилії.

## Виступи за збірні
2017 року у складі юнацької збірної Бразилії (U-17) став переможцем у юнацького чемпіонату Південної Америки у Чилі. На турнірі він зіграв у восьми матчах, в яких забив 5 голів і став другим бомбардиром турніру після Вінісіуса Жуніора з 7 голами. У тому ж році в Лінкольн взяв участь і в юнацькому чемпіонаті світу в Індії. На турнірі він зіграв у семи матчах і у поєдинках проти іспанців, корейців і нігерців Лінкольн забив по голу, допомігши своїй команді здобути бронзові нагороди турніру. Загалом на юнацькому рівні Лінкольн взяв участь у 15 іграх, відзначившись 8 забитими голами.
У 2019 році у складі молодіжної збірної Бразилії взяв участь у молодіжному чемпіонаті Південної Америки, де забив 3 голи, втім його збірна стала лише п'ятою і не кваліфікувалась на молодіжний чемпіонат світу.